# Hudbu složil, slova napsal
Hudbu složil, slova napsal (v originále Music and Lyrics) je romantická komedie z roku 2007 od režiséra a scenáristy Marca Lawrence. Film měl v Spojených státech premiéru 14. února 2007 a v Česku měl premiéru 15. března 2007.
Film byl nominován na cenu Teen Choice Awards 2007 v kategorii Hezké holky ve filmu.

## Obsazení
| Hugh Grant        | Alex Fletcher  |
| Drew Barrymoreová | Sophie Fisher  |
| Brad Garrett      | Chris Riley    |
| Kristen Johnston  | Rhonda Fisher  |
| Haley Bennett     | Cora Corman    |
| Campbell Scott    | Sloan Cates    |
| Scott Porter      | Colin Thompson |

## Hudba ve filmu
Ve filmu zazněla hudba umělců jako např. Andrewa Wyatta a Alanna Vicente (píseň Pop! Goes My Heart) či Adama Schlesingera (píseň Way Back into Love).